# Persone di nome Tiago
| Questa pagina contiene informazioni ricavate automaticamente dalle voci biografiche con l'ausilio del template Bio e di un bot. L'aggiornamento è periodico e automatico e ricostruisce completamente la pagina. Se manca una persona in questa lista, sei pregato di non aggiungerla, ma accertati piuttosto che la sua voce biografica contenga il template Bio e che i dati anagrafici siano correttamente compilati. Se il template Bio manca, inseriscilo tu stesso o, in alternativa, metti l'avviso {{tmp\|Bio}} che ne segnala la mancanza. Se i dati riportati sono sbagliati, correggi direttamente la voce biografica; le modifiche saranno visibili in questa lista entro pochi giorni. Per chiarimenti vedi il progetto antroponimi. La lista contiene solo le 83 persone che sono citate nell'enciclopedia e per le quali è stato implementato correttamente il template Bio. Pagina aggiornata al 22 lug 2025. |

Questa è una lista di persone presenti nell'enciclopedia che hanno il nome Tiago, suddivise per attività principale.

## Allenatori di calcio(4)
- Tiago Ferreira, allenatore di calcio e ex calciatore portoghese (Torres Vedras, n. 1975)
- Tiago Mendes, allenatore di calcio e ex calciatore portoghese (Viana do Castelo, n. 1981)
- Tiago Nunes, allenatore di calcio brasiliano (Santa Maria, n. 1980)
- Tiago Valente, allenatore di calcio e ex calciatore portoghese (Macedo de Cavaleiros, n. 1985)

## Allenatori di calcio a 5(1)
- Tiago Polido, allenatore di calcio a 5 portoghese (Coimbra, n. 1980)

## Allenatori di pallacanestro(1)
- Tiago Splitter, allenatore di pallacanestro e ex cestista brasiliano (Blumenau, n. 1985)

## Arbitri di calcio(1)
- Tiago Martins, arbitro di calcio portoghese (Oeiras, n. 1980)

## Cantautori(1)
- Conan Osíris, cantautore portoghese (Lisbona, n. 1989)

## Cestisti(1)
- Tiago Valentim de Lima, ex cestista brasiliano (n. 1981)

## Chitarristi(1)
- Tiago della Vega, chitarrista brasiliano (Caxias do Sul, n. 1984)

## Ciclisti su strada(1)
- Tiago Machado, ex ciclista su strada portoghese (Vila Nova de Famalicão, n. 1985)

## Giocatori di baseball(1)
- Tiago da Silva, giocatore di baseball brasiliano (San Paolo, n. 1985)

## Giocatori di calcio a 5(3)
- Tiago Brito, giocatore di calcio a 5 portoghese (Matosinhos, n. 1991)
- Tiago De Bail, ex giocatore di calcio a 5 brasiliano (Itaqui, n. 1983)
- Tiago de Melo Marinho, giocatore di calcio a 5 brasiliano (San Paolo, n. 1981)

## Hockeisti su pista(1)
- Tiago Rodrigues, hockeista su pista portoghese (Arouca, n. 1993)

## Judoka(1)
- Tiago Camilo, judoka brasiliano (Tupã, n. 1982)

## Nuotatori(1)
- Tiago Campos, nuotatore portoghese (Santarém, n. 1999)

## Piloti automobilistici(1)
- Tiago Monteiro, pilota automobilistico portoghese (Porto, n. 1976)

## Rapper(1)
- Tiago PZK, rapper e cantautore argentino (Monte Grande, n. 2001)

## Scrittori(1)
- Tiago Dantas Germano, scrittore e giornalista brasiliano (Picuí, n. 1982)